# Cheque en blanco (película)
Cheque en blanco (originalmente Blank Check) es una película estadounidense de 1994 dirigida por Rupert Wainwright. Está protagonizada por Brian Bonsall, Karen Duffy, Miguel Ferrer, Tone Loc, Michael Lerner, James Rebhorn, Jayne Atkinson, Michael Faustino y Alex Zuckerman. Distribuida por Walt Disney Pictures, la película se estrenó el 11 de febrero de 1994.

## Sinopsis
La vida de Preston Waters (Brian Bonsall), un niño de 12 años cambia radicalmente cuando un criminal (Ferrer) atropella su bicicleta y le entrega un cheque en blanco, firmado precipitadamente, para cubrir los daños. Es entonces cuando Preston decide completar el cheque por un millón de dólares y va al banco para hacerlo efectivo rápidamente.

## Argumento
Preston Waters, de 12 años, lamenta su relativa falta de dinero en comparación con sus hermanos mayores, emprendedores, y su padre, un inversor. Su situación lo lleva regularmente a situaciones humillantes, incluido el hecho de que sus hermanos, Damian, de 16 años, y Ralph, de 15, invadan su habitación para usarla como oficina para su negocio desde casa. También se ve obligado a asistir a la fiesta de cumpleaños de su compañero de clase Butch en Cliffside Fun Park, donde no puede permitirse nada más que las atracciones para niños porque su padre es muy ahorrativo con el dinero.
Un día, se ve involucrado en un accidente de bicicleta con el convicto fugitivo Carl Quigley, que acababa de dejar un maletín Zero Halliburton que contenía 1.000.000 de dólares en efectivo robado al cuidado del presidente del banco, Edward H. Biderman, para que un asociado lo lavara y recuperara al día siguiente. Temeroso de llamar la atención de la policía, Quigley rápidamente le entrega a Preston un cheque en blanco firmado y huye de la escena.
Preston usa su computadora para llenar él mismo el cheque por $1,000,000 e intenta cobrarlo al día siguiente. Lo llevan con Biderman, quien cree que Preston es el asociado llamado "Juice" que Quigley le dijo que estaba enviando. Creyendo que esto es parte del plan de Quigley, Biderman llena la mochila de Preston con $1,000,000 en dinero limpio y Preston abandona el banco justo cuando el verdadero Juice llega por el dinero. Quigley, enojado, se propone encontrar a Preston con Juice con la esperanza de recuperar su dinero robado y amenaza de muerte a la familia de Biderman a menos que él venga. Mientras tanto, Preston se va de juerga, compra una casa grande y un servicio de limusina con un chófer llamado Henry, y luego llena la casa con juguetes, aparatos y aparatos electrónicos, todo en nombre de un misterioso empleador que crea llamado "Macintosh". detrás de la computadora de sus hermanos. Preston utiliza un programa de computadora llamado MacSpeak como la voz del Sr. Macintosh cuando necesita realizar negocios por teléfono; de lo contrario, Preston se presenta como el asistente del Sr. Macintosh.
Shay Stanley, cajera del banco, busca a Preston y su empleador, el Sr. Macintosh, después de que el agente inmobiliario que vendió la casa a Macintosh deposita 300.000 dólares en efectivo en su banco. Shay, un agente encubierto del FBI que investiga a Biderman por lavado de dinero, sospecha del repentino flujo de efectivo que ha llegado a través del banco de Biderman y sigue el rastro hasta Preston/Macintosh. Al negarle una reunión con Macintosh, Preston afirma que él maneja algunos de los asuntos financieros de Macintosh y los dos terminan teniendo una cita de negocios. Más tarde, Preston organiza una costosa fiesta de cumpleaños para él y Macintosh, para la cual la organizadora de la fiesta, Yvonne, recibe al menos 40.000 dólares en efectivo de Preston, alegando que cubre los honorarios del evento. Más tarde, Yvonne le entrega a Preston la factura y el costo de la planificación de la fiesta, que es de 100.000 dólares. Preston invita a Shay y Henry a la fiesta, y muchos otros aparecen. En la fiesta, Preston se entera de que solo le quedan $332 y que no puede pagarle al organizador lo que debe por la fiesta.
Aún revisando la computadora, aparece su papá hablando con el llamado Macintosh. Le dice que si ve a Preston, que lo envíe a casa porque es su cumpleaños. El padre de Preston se toma un momento para hablar de su hijo y tiene miedo de no querer perder a Preston, crecer y ser como él sin divertirse. Se va justo antes de que Preston comience a llorar. Durante la fiesta, Preston le dice a Yvonne que Macintosh se fue y que no hay más dinero, la planificadora cierra la fiesta, dejando a Preston solo en la casa vacía. Quigley, Biderman y Juice llegan y exigen que Preston devuelva el dinero, solo para descubrir que Preston lo gastó todo en seis días; Biderman le cuenta a Quigley sobre adoptar el nombre Macintosh con la esperanza de heredar la nueva vida que esperaba. Después de perseguir a Preston por toda la propiedad cuando este último intenta escapar, el FBI aparece con Shay a tiempo para salvar a Preston.
Quigley anuncia que es Macintosh, pensando que asumir la identidad falsa le otorgaría la nueva vida que buscaba después de escapar de la prisión. Sin embargo, el FBI arresta a Quigley por numerosos delitos que pretendían imputar a Macintosh, junto con Biderman y Juice como cómplices. Preston se despide de Henry y comparte un beso de despedida con Shay antes de regresar con su familia para celebrar su cumpleaños, comprendiendo ahora que el dinero no puede comprar la felicidad y que la familia es lo más importante.

## Reparto
- Brian Bonsall – Preston Waters
- Karen Duffy – Shay Stanley
- Miguel Ferrer – Carl Quigley
- Tone Lōc – Juice
- Michael Lerner – Edward Biderman
- James Rebhorn – Fred Waters
- Jayne Atkinson – Sandra Waters
- Michael Faustino – Ralph Waters
- Alex Zuckerman – Butch
- Chris Demetral – Damian Waters
- Rick Ducommun – Henry
- Maxwell Strachan – Quincy Carmichael
- Debbie Allen – Yvonne
- Alex Allen Morris – Riggs

## Doblaje
| Personaje           | Doblaje al español  |
| ------------------- | ------------------- |
| Preston Waters      | Ivette González     |
| Shay Stanley        | Angelines Santana   |
| Carl Quigley        | Jorge García        |
| Juice               | Alejandro Abdalah   |
| Edward Biderman     | Isidro Olace        |
| Fred Waters         | Roberto Colucci     |
| Sandra Waters       | Denise Lebre        |
| Damian Waters       | Hugo Isaac Alvarado |
| Ralph Waters        | Víctor Mares Jr.    |
| Butch               | Erika Robledo       |
| Henry               |                     |
| Riggs               | Juan Zadala         |
| Yvonne              | Marcela Bordes      |
| Betty Jay           | Gladys Parra        |
| Sra. Udowitz        | Bertha Shute        |
| Sr. Appleton        | Juan Cuadra         |
| Sra. Appleton       | María Becerril      |
| Polícia en el banco | Roberto Alexander   |

## Producción
La película fue filmada en Austin, San Antonio y Dallas, Texas. El castillo que compra Preston fue filmado en la unidad de Wooldridge 1415, en el castillo Pemberton (Fisher-Gideon House), que es propiedad del cineasta Robert Rodriguez. El parque de atracciones que se muestra al principio de la película es Fiesta Texas (ahora Six Flags Texas), donde mostraron varios de los juegos mecánicos, entre ellos el cascabel.

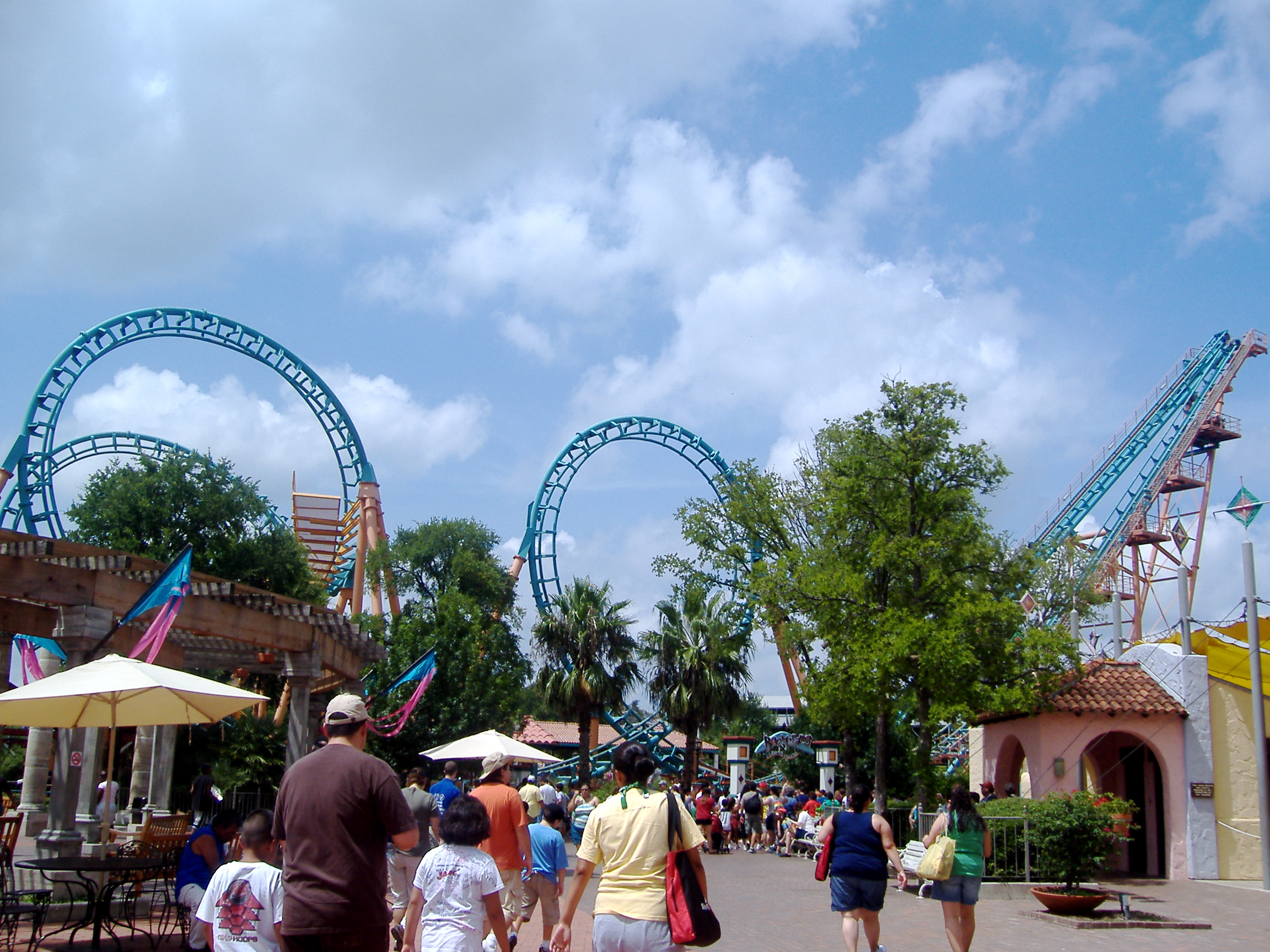
Six Flags Fiesta Texas el parque de atracciones que fue filmada durante la película

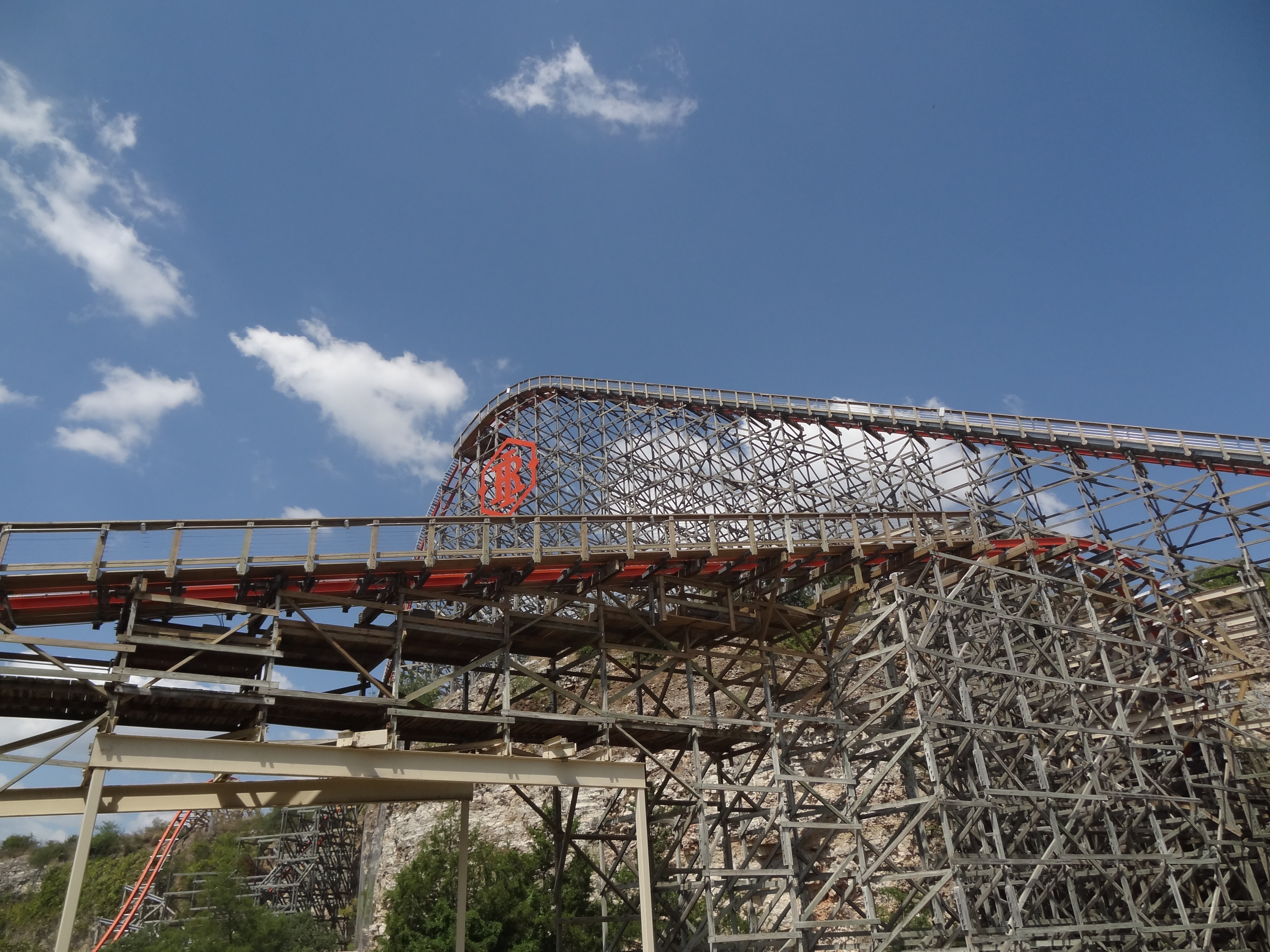
The Rattler es una montaña rusa de acero ubicada en Six Flags Fiesta Texas en San Antonio que fue filmada durante la película.

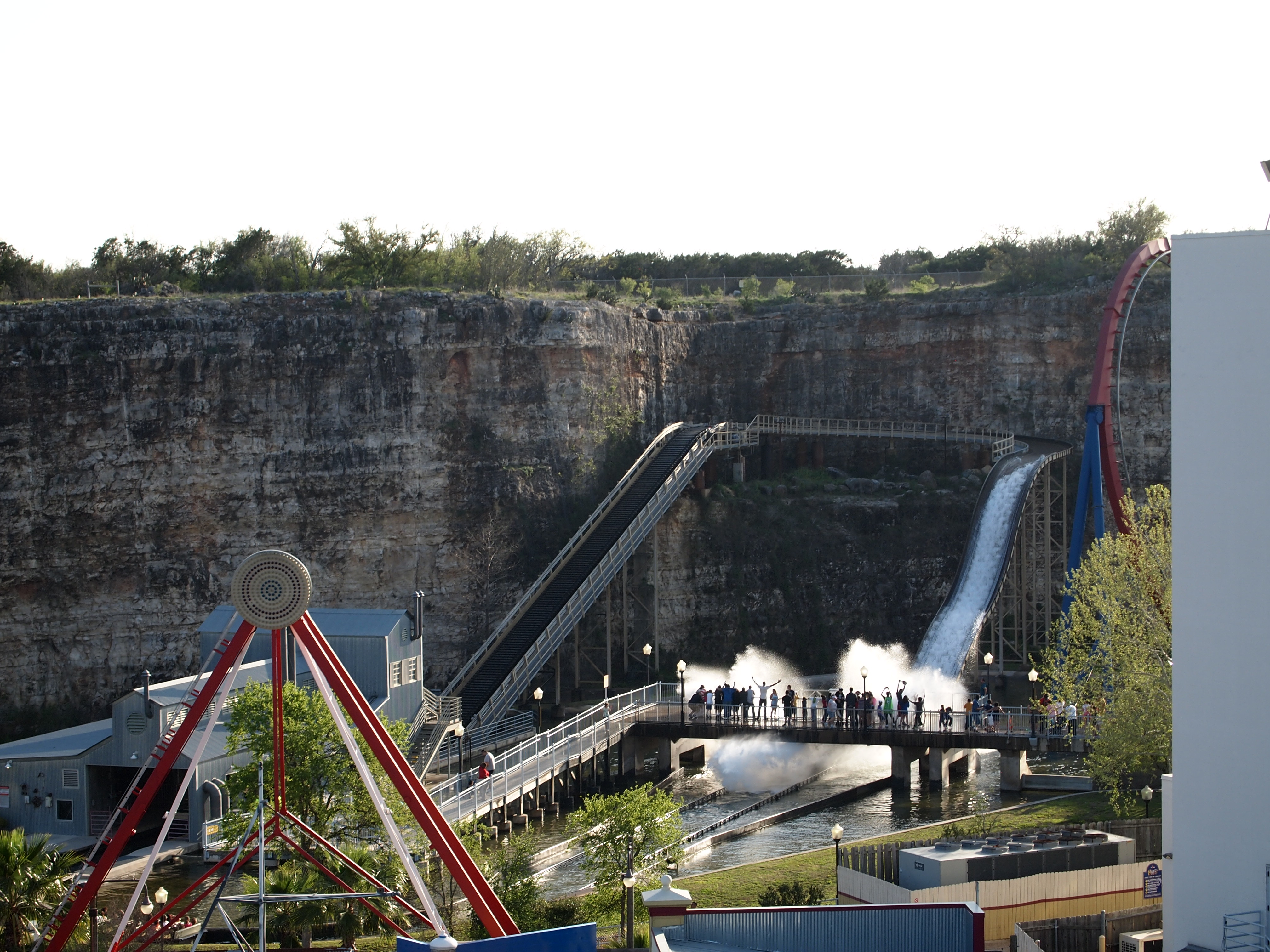
Power Surge era una atracción acuática para disparar a los toboganes diseñada por Intamin ubicada en Six Flags Fiesta Texas en San Antonio, Texas, que fue filmada durante la película.